# Hermann Eckels

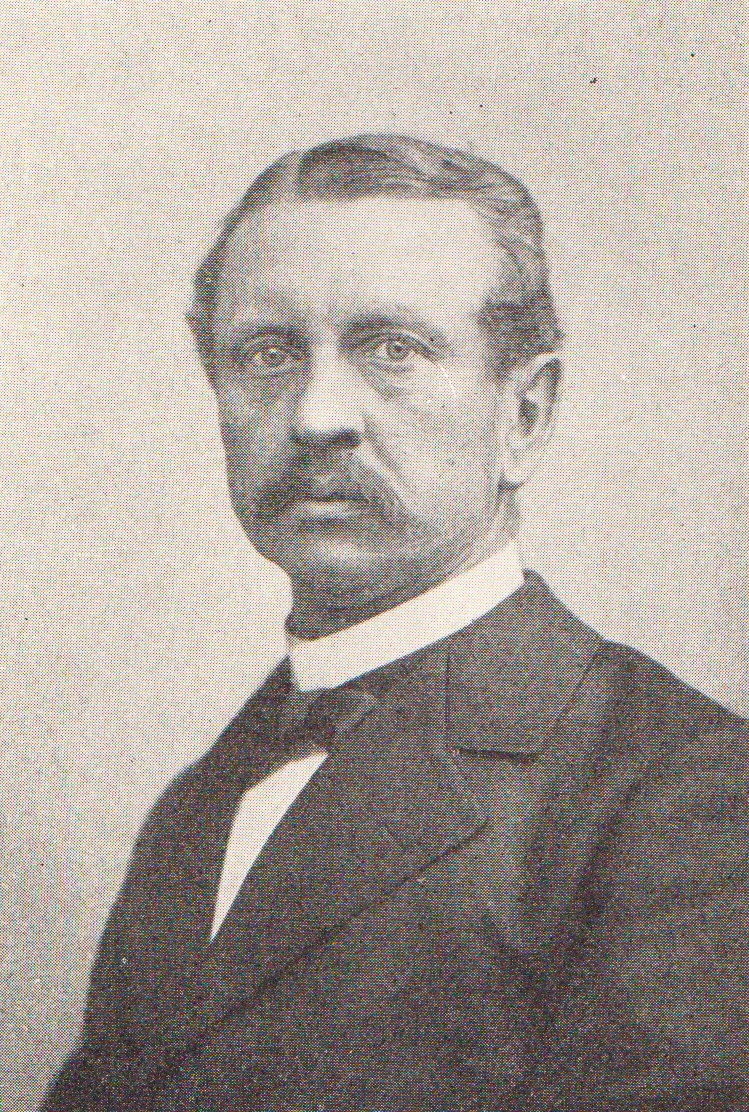
Hermann Eckels (um 1900)

Hermann Eckels (* 7. August 1843 in Walsrode; † 5. Juli 1907 in Göttingen) war ein deutscher Jurist und Mitglied des Preußischen Abgeordnetenhauses.

## Leben und Wirken

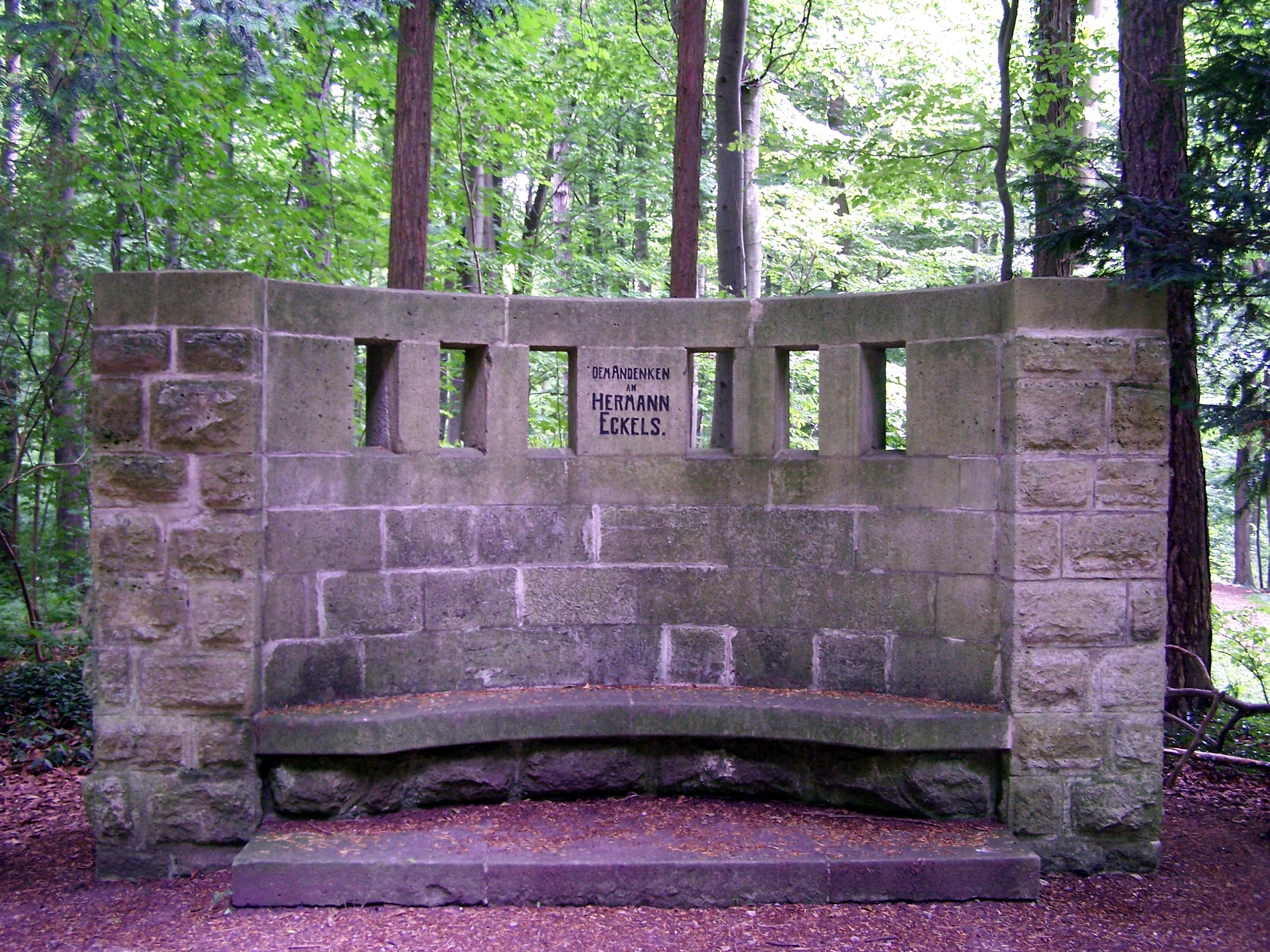
Hermann Eckels-Gedächtnisbank neben dem Göttinger Bismarckturm auf dem Kleperberg (2013)

Eckels wurde 1843 als Sohn eines Superintendenten geboren und studierte nach dem Besuch des Gymnasiums in Hildesheim Rechtswissenschaften an den Universitäten in Berlin, Heidelberg und Göttingen. 1863 wurde er Mitglied der Burschenschaft Allemannia Heidelberg. Nach Examen und 1870 Promotion zum Dr. iur. an der Universität Freiburg im Breisgau arbeitete er ab 1870 als Rechtsanwalt und Notar in Göttingen. Weiterhin war er als Justizrat und als Syndikus der Handelskammer Göttingen tätig.
Sein politisches Engagement begann 1887 mit der Mitgliedschaft im städtischen Bürgervorsteherkollegium. In einer Nachwahl am 21. November 1892 wurde Eckels für den Wahlkreis Hildesheim 6 (Göttingen – Hannoversch Münden) in das Preußische Abgeordnetenhaus gewählt, dem er zunächst bis 1898 und erneut von 1902 bis 1907 angehörte. Dort war er Mitglied der Fraktion der Nationalliberalen Partei.
Ehrenamtlich war Hermann Eckels im Vorstand des „Göttinger Verschönerungs-Vereins“ (GVV) und als Vorsitzender des „Bismarck-Thurmbauvereins“ einer der Initiatoren zum Bau des 1892–1896 errichteten Göttinger Bismarckturms auf dem Kleperberg. Eckels' patriotische Eröffnungsrede ist überliefert. Zum Dank für den ehrenamtlichen Einsatz von Hermann Eckels ließ Bürgermeister Georg Calsow eine im August 1909 eingeweihte, repräsentative Rundnische mit „Gedächntnisbank“ errichten. Sie ist mit Blick auf den Bismarckturm ausgerichtet, trägt die Widmungsinschrift: „Dem Andenken an Hermann Eckels“ und ist noch heute ein Ausflugsziel der Göttinger.
Der Nachlass von Hermann Eckels befindet sich im Stadtarchiv Göttingen.